# (10495) 1986 RD
1986 أر دي (ويعرف أيضًا باسم (10495) 1986 أر دي وفق تسمية الكوكب الصغير) (بالإنجليزية: 1986 RD)‏ هو كويكب ضمن حزام الكويكبات؛ وترتيبه 10495 من حيث الاكتشاف.
اكتُشف هذا الجُرم الفلكي بواسطة Poul Jensen (astronomer) ‏ في 8 سبتمبر 1986.

## وصلات خارجية
- (10495) 1986 RD في قاعدة بيانات مختبر الدفع النفاث لأجرام النظام الشمسي الصغيرة

- الاكتشاف · مخطط المدار ·  العناصر المدارية · المعلمات المادية

- (10495) 1986 RD على موقع ويكي سكاي: DSS2, SDSS, GALEX, IRAS, Hydrogen α, X-Ray, Astrophoto, Sky Map, Articles and images